# Campeonato da Europa de Atletismo de 2010 - Decatlo masculino
A prova do decatlo masculino do Campeonato da Europa de Atletismo de 2010 foi disputada entre os dias 28 e 29 de julho de 2010 no Lluís Companys em Barcelona,  na Espanha. 

## Recordes
Antes desta competição, os recordes mundiais e do campeonato nesta prova eram os seguintes:
|                       | Nome           | Nacionalidade | Pontos | Local     | Data                 |
| --------------------- | -------------- | ------------- | ------ | --------- | -------------------- |
| Recorde mundial       | Roman Šebrle   | Chéquia       | 9026   | Götzis    | 27 de maio de 2001   |
| Recorde do campeonato | Daley Thompson | Reino Unido   | 8811   | Estugarda | 28 de agosto de 1986 |
| Recorde europeu       | Roman Šebrle   | Chéquia       | 9026   | Götzis    | 27 de maio de 2001   |

## Medalhistas
| Ouro                | Prata                    | Bronze                  |
| Romain Barras (FRA) | Eelco Sintnicolaas (NED) | Andrei Krauchanka (BLR) |

## Cronograma
Todos os horários são locais (UTC+2).
| Data        | Horário | Fase                     |
| ----------- | ------- | ------------------------ |
| 28 de julho | 10:00   | 100 metros               |
| 28 de julho | 11:00   | Salto em distância       |
| 28 de julho | 12:30   | Arremesso de peso        |
| 28 de julho | 18:00   | Salto em altura          |
| 28 de julho | 21:55   | 400 metros               |
| 29 de julho | 10:05   | 110 metros com barreiras |
| 29 de julho | 11:00   | Arremesso de disco       |
| 29 de julho | 14:15   | Salto com vara           |
| 29 de julho | 17:30   | Lançamento de dardo      |
| 29 de julho | 21:10   | 1500 metros              |

## Resultados

### 100 metros
Bateria 1
| Posição | Raia | Atleta             | Nacionalidade | Reação          | Tempo | Notas           | Pontos |
| ------- | ---- | ------------------ | ------------- | --------------- | ----- | --------------- | ------ |
| 1       | 8    | Igor Šarčević      | Sérvia        | 0.184           | 10.98 | Recorde pessoal | 865    |
| 2       | 2    | Florian Geffrouais | França        | 0.178           | 11.09 | Recorde pessoal | 841    |
| 3       | 7    | Nicklas Wiberg     | Suécia        | 0.243           | 11.19 |                 | 819    |
| 4       | 9    | Roland Schwarzl    | Áustria       |                 | 11.23 | =               | 810    |
| 5       | 1    | Marcin Dróżdż      | Polónia       | 0.174           | 11.31 |                 | 793    |
| 6       | 3    | Vasiliy Kharlamov  | Rússia        | 0.174           | 11.39 |                 | 776    |
| 7       | 4    | Agustín Félix      | Espanha       | 0.147           | 11.41 |                 | 771    |
| 8       | 5    | Lars Vikan Rise    | Noruega       | 0.157           | 11.46 |                 | 761    |
| 9       | 6    | Atis Vaisjūns      | Letônia       | 0.148           | 11.55 |                 | 742    |
|         |      |                    |               | Vento: +0.1 m/s |       |                 |        |

Bateria 2
| Posição | Raia | Atleta            | Nacionalidade | Reação          | Tempo | Notas                | Pontos |
| ------- | ---- | ----------------- | ------------- | --------------- | ----- | -------------------- | ------ |
| 1       | 6    | Mikko Halvari     | Finlândia     | 0.167           | 10.98 | Recorde da temporada | 865    |
| 2       | 7    | Daniel Almgren    | Suécia        | 0.210           | 11.14 |                      | 830    |
| 3       | 2    | Nadir El Fassi    | França        | 0.211           | 11.16 |                      | 825    |
| 4       | 4    | Aleksey Drozdov   | Rússia        | 0.156           | 11.16 | =                    | 825    |
| 5       | 1    | Yevhen Nikitin    | Ucrânia       | 0.179           | 11.17 |                      | 823    |
| 6       | 8    | Mikk Pahapill     | Estónia       | 0.177           | 11.18 |                      | 821    |
| 7       | 9    | Hans van Alphen   | Bélgica       | 0.120           | 11.20 |                      | 817    |
| 8       | 5    | Simon Walter      | Suíça         | 0.215           | 11.25 |                      | 806    |
| 9       | 3    | Andrei Krauchanka | Bielorrússia  | 0.181           | 11.26 |                      | 804    |
|         |      |                   |               | Vento: +0.8 m/s |       |                      |        |

Bateria 3
| Posição | Raia | Atleta             | Nacionalidade | Reação          | Tempo | Notas                | Pontos |
| ------- | ---- | ------------------ | ------------- | --------------- | ----- | -------------------- | ------ |
| 1       | 7    | Oleksiy Kasyanov   | Ucrânia       | 0.162           | 10.60 | Recorde da temporada | 952    |
| 2       | 2    | Darius Draudvila   | Lituânia      | 0.178           | 10.71 | Recorde pessoal      | 926    |
| 3       | 6    | Eelco Sintnicolaas | Países Baixos | 0.223           | 10.71 | Recorde pessoal      | 926    |
| 4       | 3    | Mihail Dudaš       | Sérvia        | 0.130           | 10.82 |                      | 901    |
| 5       | 1    | Eduard Mikhan      | Bielorrússia  | 0.167           | 10.84 | Recorde da temporada | 897    |
| 6       | 5    | Ingmar Vos         | Países Baixos | 0.166           | 10.95 |                      | 872    |
| 7       | 4    | Andres Raja        | Estónia       | 0.169           | 11.00 |                      | 861    |
| 8       | 9    | Romain Barras      | França        | 0.206           | 11.09 |                      | 841    |
| 9       | 8    | Mikk-Mihkel Arro   | Estónia       | 0.238           | 11.19 |                      | 819    |
|         |      |                    |               | Vento: -0.6 m/s |       |                      |        |

### Salto em distância
| Posição | Atleta             | Nacionalidade | #1   | #2   | #3   | Resultados | Notas                | Pontos |
| ------- | ------------------ | ------------- | ---- | ---- | ---- | ---------- | -------------------- | ------ |
| 1       | Oleksiy Kasyanov   | Ucrânia       | 7.88 | x    | x    | 7.88       |                      | 1030   |
| 2       | Andrei Krauchanka  | Bielorrússia  | 7.56 | 7.76 | x    | 7.76       | Recorde da temporada | 1000   |
| 3       | Roland Schwarzl    | Áustria       | x    | 7.49 | 7.68 | 7.68       | Recorde pessoal      | 980    |
| 4       | Mikk Pahapill      | Estónia       | 7.41 | x    | 7.67 | 7.67       | Recorde da temporada | 977    |
| 5       | Ingmar Vos         | Países Baixos | 7.19 | 7.18 | 7.56 | 7.56       | Recorde pessoal      | 950    |
| 6       | Eelco Sintnicolaas | Países Baixos | 7.18 | 7.42 | 7.54 | 7.54       | Recorde da temporada | 945    |
| 7       | Darius Draudvila   | Lituânia      | 7.52 | 7.48 | 7.41 | 7.52       | Recorde pessoal      | 940    |
| 8       | Eduard Mikhan      | Bielorrússia  | 7.47 | 7.29 | 7.39 | 7.47       | Recorde da temporada | 927    |
| 9       | Mihail Dudaš       | Sérvia        | 7.29 | 7.46 | 7.36 | 7.46       |                      | 925    |
| 10      | Nadir El Fassi     | França        | 7.42 |      |      | 7.42       | Recorde da temporada | 915    |
| 11      | Andres Raja        | Estónia       | 7.00 | 7.32 | 7.38 | 7.38       |                      | 905    |
| 12      | Igor Šarčević      | Sérvia        | 7.15 | 7.36 | 7.27 | 7.36       | Recorde pessoal      | 900    |
| 13      | Aleksey Drozdov    | Rússia        | x    | 7.23 | 7.35 | 7.35       | Recorde da temporada | 898    |
| 14      | Nicklas Wiberg     | Suécia        | 7.29 | 7.16 | 7.21 | 7.29       |                      | 883    |
| 14      | Daniel Almgren     | Suécia        | 7.29 | 6.82 | x    | 7.29       | Recorde da temporada | 883    |
| 16      | Vasiliy Kharlamov  | Rússia        | 7.03 | 7.26 | 7.28 | 7.28       |                      | 881    |
| 17      | Hans van Alphen    | Bélgica       | 7.22 | 7.26 | 7.25 | 7.26       | Recorde da temporada | 876    |
| 18      | Romain Barras      | França        | x    | 7.24 | x    | 7.24       | Recorde da temporada | 871    |
| 19      | Agustín Félix      | Espanha       | 7.21 | 7.17 | x    | 7.21       |                      | 864    |
| 19      | Mikk-Mihkel Arro   | Estónia       | x    | 7.21 | x    | 7.21       |                      | 864    |
| 21      | Mikko Halvari      | Finlândia     | 7.19 | 7.13 | x    | 7.19       | Recorde da temporada | 859    |
| 22      | Simon Walter       | Suíça         | 6.96 | 7.05 | x    | 7.05       |                      | 826    |
| 23      | Lars Vikan Rise    | Noruega       | 6.81 | 7.03 | 7.00 | 7.03       |                      | 821    |
| 24      | Atis Vaisjūns      | Letônia       | x    | 6.90 | x    | 6.90       |                      | 790    |
| 25      | Florian Geffrouais | França        | 5.08 | x    | 6.88 | 6.88       |                      | 785    |
| 26      | Marcin Dróżdż      | Polónia       | 6.85 | 6.72 | 6.70 | 6.85       |                      | 778    |
| 27      | Yevhen Nikitin     | Ucrânia       | x    | 6.54 | 6.75 | 6.75       |                      | 755    |

### Arremesso de peso
| Posição | Atleta             | Nacionalidade | #1    | #2    | #3    | Resultados | Notas                | Pontos |
| ------- | ------------------ | ------------- | ----- | ----- | ----- | ---------- | -------------------- | ------ |
| 1       | Aleksey Drozdov    | Rússia        | 15.89 | 14.89 | x     | 15.89      |                      | 844    |
| 2       | Lars Vikan Rise    | Noruega       | 14.93 | 15.46 | x     | 15.46      |                      | 818    |
| 3       | Romain Barras      | França        | 14.69 | 15.15 | 15.05 | 15.15      |                      | 799    |
| 4       | Hans van Alphen    | Bélgica       | 15.08 | 14.92 | x     | 15.08      | Recorde da temporada | 795    |
| 4       | Darius Draudvila   | Lituânia      | 13.96 | 14.88 | 15.08 | 15.08      | Recorde pessoal      | 795    |
| 6       | Mikk Pahapill      | Estónia       | 14.19 | 13.82 | 14.93 | 14.93      |                      | 785    |
| 7       | Nicklas Wiberg     | Suécia        | 14.86 | 14.51 | 14.38 | 14.86      |                      | 781    |
| 8       | Atis Vaisjūns      | Letônia       | 14.76 | 14.40 | x     | 14.76      |                      | 775    |
| 9       | Vasiliy Kharlamov  | Rússia        | x     | 14.67 | 14.65 | 14.67      |                      | 769    |
| 10      | Mikko Halvari      | Finlândia     | x     | 13.57 | 14.53 | 14.53      |                      | 761    |
| 11      | Andrei Krauchanka  | Bielorrússia  | 13.31 | 14.14 | 14.32 | 14.32      |                      | 748    |
| 12      | Oleksiy Kasyanov   | Ucrânia       | 13.08 | 14.27 | 13.70 | 14.27      |                      | 745    |
| 13      | Daniel Almgren     | Suécia        | 13.90 | 14.18 | x     | 14.18      | Recorde pessoal      | 739    |
| 14      | Roland Schwarzl    | Áustria       | x     | 14.16 | 13.99 | 14.16      |                      | 738    |
| 15      | Ingmar Vos         | Países Baixos | 13.99 | 14.06 | x     | 14.06      |                      | 732    |
| 16      | Marcin Dróżdż      | Polónia       | 13.59 | 14.02 | x     | 14.02      | Recorde da temporada | 730    |
| 17      | Yevhen Nikitin     | Ucrânia       | 13.98 | 13.81 | 13.74 | 13.98      |                      | 727    |
| 18      | Igor Šarčević      | Sérvia        | 13.07 | 13.96 | 13.23 | 13.96      |                      | 726    |
| 19      | Andres Raja        | Estónia       | x     | 13.90 | x     | 13.90      |                      | 722    |
| 20      | Mikk-Mihkel Arro   | Estónia       | 13.75 | x     | 13.79 | 13.79      |                      | 715    |
| 20      | Nadir El Fassi     | França        | 13.56 | 13.79 | x     | 13.79      |                      | 715    |
| 22      | Mihail Dudas       | Sérvia        | 13.53 | x     | x     | 13.53      | Recorde pessoal      | 700    |
| 23      | Agustín Félix      | Espanha       | 11.95 | 12.62 | 13.42 | 13.42      |                      | 693    |
| 24      | Eduard Mikhan      | Bielorrússia  | 13.30 | 13.34 | 13.21 | 13.34      |                      | 688    |
| 25      | Eelco Sintnicolaas | Países Baixos | 12.92 | 12.18 | 13.12 | 13.12      |                      | 675    |
| 26      | Simon Walter       | Suíça         | 12.99 | 12.24 | 12.16 | 12.99      |                      | 667    |
| 27      | Florian Geffrouais | França        | x     | 11.26 | x     | 11.26      |                      | 562    |

### Salto e altura
| Posição | Atleta             | Nacionalidade | Resultados | Pontos | Notas                |
| ------- | ------------------ | ------------- | ---------- | ------ | -------------------- |
| 1       | Aleksey Drozdov    | Rússia        | 2.07       | 868    |                      |
| 2       | Andrei Krauchanka  | Bielorrússia  | 2.07       | 868    | Recorde da temporada |
| 3       | Mikk Pahapill      | Estónia       | 2.07       | 868    | =                    |
| 4       | Darius Draudvila   | Lituânia      | 2.04       | 840    | Recorde da temporada |
| 5       | Nicklas Wiberg     | Suécia        | 2.04       | 840    |                      |
| 6       | Romain Barras      | França        | 2.04       | 840    | =                    |
| 7       | Marcin Dróżdż      | Polónia       | 2.04       | 840    |                      |
| 8       | Andres Raja        | Estónia       | 2.04       | 840    |                      |
| 8       | Oleksiy Kasyanov   | Ucrânia       | 2.04       | 840    | Recorde da temporada |
| 10      | Simon Walter       | Suíça         | 2.01       | 813    | =                    |
| 11      | Mihail Dudaš       | Sérvia        | 2.01       | 813    | Recorde da temporada |
| 12      | Ingmar Vos         | Países Baixos | 2.01       | 813    | Recorde da temporada |
| 13      | Igor Šarčević      | Sérvia        | 2.01       | 813    | =                    |
| 14      | Atis Vaisjūns      | Letônia       | 1.98       | 785    |                      |
| 15      | Lars Vikan Rise    | Noruega       | 1.95       | 758    | Recorde da temporada |
| 16      | Eelco Sintnicolaas | Países Baixos | 1.95       | 758    |                      |
| 17      | Eduard Mikhan      | Bielorrússia  | 1.92       | 731    |                      |
| 18      | Vasiliy Kharlamov  | Rússia        | 1.92       | 731    |                      |
| 18      | Agustín Félix      | Espanha       | 1.92       | 731    |                      |
| 20      | Mikko Halvari      | Finlândia     | 1.89       | 705    | Recorde da temporada |
| 20      | Daniel Almgren     | Suécia        | 1.89       | 705    |                      |
| 20      | Nadir El Fassi     | França        | 1.89       | 705    |                      |
| 23      | Hans van Alphen    | Bélgica       | 1.89       | 705    |                      |
| 24      | Roland Schwarzl    | Áustria       | 1.86       | 679    |                      |
| 25      | Mikk-Mihkel Arro   | Estónia       | 1.86       | 679    |                      |
| 26      | Florian Geffrouais | França        | 1.86       | 679    |                      |
|         | Yevhen Nikitin     | Ucrânia       |            |        | DNF                  |

### 400 metros
Bateria 1
| Posição | Raia | Atleta          | Nacionalidade | Reação | Tempo | Notas                | Pontos |
| ------- | ---- | --------------- | ------------- | ------ | ----- | -------------------- | ------ |
| 1       | 2    | Nicklas Wiberg  | Suécia        | 0.261  | 48.74 |                      | 874    |
| 2       | 5    | Nadir El Fassi  | França        | 0.306  | 50.20 |                      | 805    |
| 3       | 3    | Aleksey Drozdov | Rússia        | 0.227  | 50.88 | Recorde da temporada | 774    |
| 4       | 6    | Marcin Dróżdż   | Polónia       | 0.186  | 51.26 |                      | 757    |
| 5       | 7    | Atis Vaisjūns   | Letônia       | 0.159  | 51.86 |                      | 731    |
| 6       | 4    | Agustín Félix   | Espanha       | 0.209  | 52.29 | Recorde da temporada | 712    |

Bateria 2
| Posição | Raia | Atleta            | Nacionalidade | Reação | Tempo | Notas                | Pontos |
| ------- | ---- | ----------------- | ------------- | ------ | ----- | -------------------- | ------ |
| 1       | 6    | Vasiliy Kharlamov | Rússia        | 0.192  | 49.38 | Recorde da temporada | 843    |
| 2       | 7    | Mikko Halvari     | Finlândia     | 0.200  | 49.79 | Recorde pessoal      | 824    |
| 3       | 5    | Mikk Pahapill     | Estónia       | 0.202  | 50.13 | Recorde da temporada | 809    |
| 4       | 4    | Roland Schwarzl   | Áustria       | 0.187  | 50.16 | Recorde da temporada | 807    |
| 5       | 2    | Lars Vikan Rise   | Noruega       | 0.161  | 50.47 |                      | 793    |
| 6       | 3    | Ingmar Vos        | Países Baixos | 0.228  | 50.64 | Recorde da temporada | 785    |
| 7       | 8    | Mikk-Mihkel Arro  | Estónia       | 0.249  | 51.58 |                      | 743    |

Bateria 3
| Posição | Raia | Atleta             | Nacionalidade | Reação | Tempo | Notas                | Pontos |
| ------- | ---- | ------------------ | ------------- | ------ | ----- | -------------------- | ------ |
| 1       | 4    | Daniel Almgren     | Suécia        | 0.211  | 48.34 | Recorde da temporada | 893    |
| 2       | 2    | Andrei Krauchanka  | Bielorrússia  | 0.215  | 49.01 | Recorde da temporada | 861    |
| 3       | 8    | Andres Raja        | Estónia       | 0.163  | 49.12 | Recorde da temporada | 856    |
| 4       | 5    | Florian Geffrouais | França        | 0.216  | 49.15 | Recorde pessoal      | 854    |
| 5       | 7    | Hans van Alphen    | Bélgica       | 0.175  | 49.44 | Recorde da temporada | 841    |
| 6       | 3    | Igor Šarčević      | Sérvia        | 0.263  | 49.64 | Recorde pessoal      | 831    |
| –       | 6    | Yevhen Nikitin     | Ucrânia       |        |       | DNS                  |        |

Bateria 4
| Posição | Raia | Atleta             | Nacionalidade | Reação | Tempo | Notas                | Pontos |
| ------- | ---- | ------------------ | ------------- | ------ | ----- | -------------------- | ------ |
| 1       | 7    | Eelco Sintnicolaas | Países Baixos | 0.212  | 47.88 | Recorde pessoal      | 915    |
| 2       | 6    | Mihail Dudaš       | Sérvia        | 0.260  | 47.92 | Recorde da temporada | 913    |
| 3       | 2    | Eduard Mikhan      | Bielorrússia  | 0.214  | 48.09 | Recorde pessoal      | 905    |
| 4       | 4    | Romain Barras      | França        | 0.199  | 48.33 | Recorde da temporada | 893    |
| 5       | 5    | Darius Draudvila   | Lituânia      | 0.133  | 48.43 | Recorde pessoal      | 888    |
| 6       | 3    | Simon Walter       | Suíça         | 0.192  | 49.19 |                      | 852    |
| 7       | 8    | Oleksiy Kasyanov   | Ucrânia       | 0.181  | 49.41 |                      | 842    |

### 110 metros com barreiras
Bateria 1
| Posição | Raia | Atleta             | Nacionalidade | Tempo | Notas                | Puntos |
| ------- | ---- | ------------------ | ------------- | ----- | -------------------- | ------ |
| 1       | 3    | Vasiliy Kharlamov  | Rússia        | 14.95 | Recorde da temporada | 856    |
| 2       | 5    | Florian Geffrouais | França        | 14.97 | Recorde pessoal      | 853    |
| 3       | 6    | Mihail Dudaš       | Sérvia        | 15.06 | Recorde da temporada | 842    |
| 4       | 2    | Agustín Félix      | Espanha       | 15.09 | Recorde da temporada | 839    |
| 5       | 1    | Atis Vaisjūns      | Letônia       | 15.17 |                      | 829    |
| 6       | 7    | Marcin Dróżdż      | Polónia       | 15.18 | Recorde da temporada | 828    |
| 7       | 8    | Daniel Almgren     | Suécia        | 15.29 | Recorde da temporada | 815    |
| 8       | 4    | Lars Vikan Rise    | Noruega       | 15.66 |                      | 772    |

Bateria 2
| Posição | Raia | Atleta           | Nacionalidade | Tempo | Notas                | Puntos |
| ------- | ---- | ---------------- | ------------- | ----- | -------------------- | ------ |
| 1       | 3    | Darius Draudvila | Lituânia      | 14.29 | Recorde pessoal      | 937    |
| 2       | 6    | Ingmar Vos       | Países Baixos | 14.63 | Recorde da temporada | 895    |
| 3       | 5    | Nadir El Fassi   | França        | 14.65 |                      | 892    |
| 4       | 9    | Hans van Alphen  | Bélgica       | 14.89 | Recorde da temporada | 863    |
| 5       | 4    | Mikk-Mihkel Arro | Estónia       | 14.91 |                      | 860    |
| 6       | 7    | Mikko Halvari    | Finlândia     | 15.26 |                      | 818    |
| 7       | 8    | Simon Walter     | Suíça         | 15.27 |                      | 817    |
| 8       | 2    | Aleksey Drozdov  | Rússia        | 15.63 |                      | 775    |
| -       | 1    | Nicklas Wiberg   | Suécia        | -     | DNS                  | -      |

Bateria 3
| Posição | Raia | Atleta             | Nacionalidade | Tempo | Notas           | Puntos |
| ------- | ---- | ------------------ | ------------- | ----- | --------------- | ------ |
| 1       | 5    | Andres Raja        | Estónia       | 14.20 |                 | 949    |
| 2       | 3    | Andrei Krauchanka  | Bielorrússia  | 14.21 |                 | 948    |
| 3       | 4    | Romain Barras      | França        | 14.22 |                 | 946    |
| 4       | 2    | Igor Šarčević      | Sérvia        | 14.23 | Recorde pessoal | 945    |
| 5       | 7    | Eelco Sintnicolaas | Países Baixos | 14.33 | Recorde pessoal | 932    |
| 6       | 8    | Eduard Mikhan      | Bielorrússia  | 14.37 | Recorde pessoal | 927    |
| 7       | 6    | Mikk Pahapill      | Estónia       | 14.38 |                 | 926    |
| 8       | 1    | Roland Schwarzl    | Áustria       | 14.70 |                 | 886    |
| -       | 9    | Oleksiy Kasyanov   | Ucrânia       | -     | DNS             | -      |

### Arremesso de disco
| Posição | Atleta             | Nacionalidade | #1    | #2    | #3    | Resultados | Notas                | Pontos |
| ------- | ------------------ | ------------- | ----- | ----- | ----- | ---------- | -------------------- | ------ |
| 1       | Mikko Halvari      | Finlândia     | 44.29 | 49.72 | 52.06 | 52.06      |                      | 913    |
| 2       | Hans van Alphen    | Bélgica       | 46.66 | 47.67 | x     | 47.67      | Recorde pessoal      | 822    |
| 3       | Mikk Pahapill      | Estónia       | 44.08 | 46.02 | 46.79 | 46.79      |                      | 804    |
| 4       | Vasiliy Kharlamov  | Rússia        | 45.68 | 46.60 | 46.74 | 46.74      |                      | 803    |
| 5       | Marcin Dróżdż      | Polónia       | 45.54 | 43.45 | x     | 45.54      | Recorde da temporada | 778    |
| 6       | Andrei Krauchanka  | Bielorrússia  | 40.64 | 38.53 | 45.48 | 45.48      | Recorde da temporada | 777    |
| 7       | Atis Vaisjūns      | Letônia       | 42.16 | 45.46 | 43.87 | 45.46      | Recorde pessoal      | 776    |
| 8       | Eduard Mikhan      | Bielorrússia  | 45.04 | 44.31 | x     | 45.04      | Recorde pessoal      | 768    |
| 9       | Darius Draudvila   | Lituânia      | 44.53 | 42.68 | x     | 44.53      |                      | 757    |
| 10      | Romain Barras      | França        | x     | 44.10 | 44.51 | 44.51      |                      | 757    |
| 11      | Aleksey Drozdov    | Rússia        | 36.63 | 44.39 | x     | 44.39      |                      | 754    |
| 12      | Roland Schwarzl    | Áustria       | 41.66 | x     | 44.22 | 44.22      |                      | 751    |
| 13      | Eelco Sintnicolaas | Países Baixos | x     | 42.43 | x     | 42.43      | Recorde pessoal      | 714    |
| 14      | Florian Geffrouais | França        | 34.96 | 31.86 | 42.28 | 42.28      |                      | 711    |
| 15      | Agustín Félix      | Espanha       | 35.35 | 39.88 | 41.93 | 41.93      | Recorde da temporada | 704    |
| 16      | Mihail Dudaš       | Sérvia        | 39.64 | x     | 41.90 | 41.90      |                      | 703    |
| 17      | Ingmar Vos         | Países Baixos | 38.90 | 41.76 | x     | 41.76      | Recorde da temporada | 700    |
| 18      | Nadir El Fassi     | França        | 35.09 | 41.53 | 39.75 | 41.53      |                      | 696    |
| 19      | Simon Walter       | Suíça         | 36.08 | 39.30 | 39.86 | 39.86      |                      | 662    |
| 20      | Igor Šarčević      | Sérvia        | 39.69 | x     | –     | 39.69      |                      | 658    |
| 21      | Andres Raja        | Estónia       | x     | 38.41 | 39.64 | 39.64      |                      | 657    |
| 22      | Mikk-Mihkel Arro   | Estónia       | x     | 39.00 | x     | 39.00      |                      | 644    |
| 23      | Lars Vikan Rise    | Noruega       | 31.80 | 33.76 | 38.03 | 38.03      |                      | 625    |
| 24      | Daniel Almgren     | Suécia        | 35.68 | 37.51 | x     | 37.51      |                      | 614    |
| –       | Oleksiy Kasyanov   | Ucrânia       |       |       |       |            |                      | DNS    |
| –       | Nicklas Wiberg     | Suécia        |       |       |       |            |                      | DNS    |

### Salto com vara
| Posição | Atleta             | Nacionalidade | Resultados | Pontos | Notas                |
| ------- | ------------------ | ------------- | ---------- | ------ | -------------------- |
| 1       | Eelco Sintnicolaas | Países Baixos | 5.45       | 1051   | Recorde pessoal      |
| 2       | Romain Barras      | França        | 5.05       | 926    | =                    |
| 2       | Igor Šarčević      | Sérvia        | 5.05       | 926    |                      |
| 4       | Roland Schwarzl    | Áustria       | 5.05       | 926    |                      |
| 5       | Andrei Krauchanka  | Bielorrússia  | 5.05       | 926    | Recorde da temporada |
| 6       | Mikk Pahapill      | Estónia       | 4.95       | 895    | Recorde da temporada |
| 7       | Agustín Félix      | Espanha       | 4.95       | 895    | Recorde da temporada |
| 8       | Nadir El Fassi     | França        | 4.95       | 895    | Recorde pessoal      |
| 9       | Aleksey Drozdov    | Rússia        | 4.85       | 865    | Recorde da temporada |
| 10      | Marcin Dróżdż      | Polónia       | 4.85       | 865    |                      |
| 11      | Atis Vaisjūns      | Letônia       | 4.75       | 834    |                      |
| 12      | Florian Geffrouais | França        | 4.75       | 834    | Recorde pessoal      |
| 13      | Hans van Alphen    | Bélgica       | 4.75       | 834    | Recorde pessoal      |
| 14      | Vasiliy Kharlamov  | Rússia        | 4.65       | 804    |                      |
| 15      | Eduard Mikhan      | Bielorrússia  | 4.65       | 804    | Recorde pessoal      |
| 16      | Darius Draudvila   | Lituânia      | 4.55       | 775    | Recorde da temporada |
| 17      | Ingmar Vos         | Países Baixos | 4.55       | 775    | Recorde pessoal      |
| 18      | Andres Raja        | Estónia       | 4.55       | 775    |                      |
| 19      | Lars Vikan Rise    | Noruega       | 4.45       | 746    |                      |
| 20      | Daniel Almgren     | Suécia        | 4.35       | 716    | Recorde pessoal      |
| 20      | Mihail Dudaš       | Sérvia        | 4.35       | 716    |                      |
| 22      | Mikko Halvari      | Finlândia     | 4.25       | 688    |                      |
| —       | Mikk-Mihkel Arro   | Estónia       | NM         | 0      |                      |
| —       | Oleksiy Kasyanov   | Ucrânia       | DNS        |        |                      |
| —       | Nicklas Wiberg     | Suécia        | DNS        |        |                      |
| —       | Simon Walter       | Suíça         | DNS        |        |                      |

### Lançamento de dardo
| Posição | Atleta             | Nacionalidade | #1    | #2    | #3    | Resultados | Pontos | Notas                |
| ------- | ------------------ | ------------- | ----- | ----- | ----- | ---------- | ------ | -------------------- |
| 1       | Lars Vikan Rise    | Noruega       | 60.32 | 63.53 | 71.71 | 71.71      | 915    | Recorde pessoal      |
| 2       | Romain Barras      | França        | 65.77 | x     | 61.79 | 65.77      | 825    | Recorde da temporada |
| 3       | Florian Geffrouais | França        | x     | 61.99 | 63.76 | 63.76      | 795    | Recorde pessoal      |
| 4       | Eelco Sintnicolaas | Países Baixos | 56.58 | 54.63 | 62.57 | 62.57      | 777    | Recorde pessoal      |
| 5       | Ingmar Vos         | Países Baixos | 55.69 | 61.66 | x     | 61.66      | 763    |                      |
| 6       | Aleksey Drozdov    | Rússia        | 58.53 | 60.74 | x     | 60.74      | 749    |                      |
| 7       | Andres Raja        | Estónia       | 58.77 | 59.34 | x     | 59.34      | 728    | Recorde da temporada |
| 8       | Mikk Pahapill      | Estónia       | 59.16 | 58.73 | 59.23 | 59.23      | 726    |                      |
| 8       | Atis Vaisjūns      | Letônia       | x     | 58.26 | 59.23 | 59.23      | 726    |                      |
| 10      | Marcin Dróżdż      | Polónia       | 53.41 | 54.64 | 58.79 | 58.79      | 720    | Recorde da temporada |
| 11      | Hans van Alphen    | Bélgica       | 57.77 | 56.19 | 58.47 | 58.47      | 715    |                      |
| 12      | Andrei Krauchanka  | Bielorrússia  | 58.05 | 56.84 | 57.66 | 58.05      | 709    |                      |
| 13      | Vasiliy Kharlamov  | Rússia        | 56.05 | 57.94 | x     | 57.94      | 707    |                      |
| 14      | Agustín Félix      | Espanha       | 52.47 | 56.92 | 57.68 | 57.68      | 703    | Recorde da temporada |
| 15      | Igor Šarčević      | Sérvia        | 53.79 | 55.23 | x     | 55.23      | 666    |                      |
| 16      | Daniel Almgren     | Suécia        | 53.76 | x     | 53.95 | 53.95      | 647    |                      |
| 17      | Eduard Mikhan      | Bielorrússia  | 52.61 | x     | 53.39 | 53.39      | 639    | Recorde da temporada |
| 18      | Nadir El Fassi     | França        | 50.83 | 51.49 | 52.68 | 52.68      | 628    |                      |
| 19      | Darius Draudvila   | Lituânia      | 52.35 | 52.59 | 51.86 | 52.59      | 627    |                      |
| 20      | Mikko Halvari      | Finlândia     | 50.38 | x     | -     | 50.38      | 594    |                      |
| 21      | Roland Schwarzl    | Áustria       | 48.84 | 49.86 | x     | 49.86      | 587    |                      |
| -       | Mihail Dudaš       | Sérvia        |       |       |       |            |        | DNS                  |
| -       | Simon Walter       | Suíça         |       |       |       |            |        | DNS                  |
| -       | Mikk-Mihkel Arro   | Estónia       |       |       |       |            |        | DNS                  |

### 1500 metros
Bateria 1
| Posição | Raia | Nome               | Nacionalidade | Tempo   | Pontos | Notas                |
| ------- | ---- | ------------------ | ------------- | ------- | ------ | -------------------- |
| 1       | 7    | Nadir El Fassi     | França        | 4:17.25 | 830    | Recorde da temporada |
| 2       | 1    | Daniel Almgren     | Suécia        | 4:18.64 | 821    |                      |
| 3       | 5    | Florian Geffrouais | França        | 4:22.88 | 792    | Recorde pessoal      |
| 4       | 2    | Lars Vikan Rise    | Noruega       | 4:36.04 | 705    |                      |
| 5       | 3    | Vasiliy Kharlamov  | Rússia        | 4:40.96 | 674    |                      |
| 6       | 10   | Roland Schwarzl    | Áustria       | 4:58.69 | 567    |                      |
| 7       | 9    | Agustín Félix      | Espanha       | 5:01.61 | 550    |                      |
| 8       | 8    | Marcin Dróżdż      | Polónia       | 5:01.97 | 548    |                      |
| 9       | 6    | Atis Vaisjūns      | Letônia       | 5:04.22 | 536    |                      |
| 10      | 4    | Mikko Halvari      | Finlândia     | 5:18.86 | 456    |                      |

Bateria 2
| Posição | Raia | Nome               | Nacionalidade | Tempo   | Pontos | Notas                |
| ------- | ---- | ------------------ | ------------- | ------- | ------ | -------------------- |
| 1       | 6    | Hans van Alphen    | Bélgica       | 4:21.06 | 804    | Recorde da temporada |
| 2       | 11   | Romain Barras      | França        | 4:28.43 | 755    |                      |
| 3       | 9    | Eelco Sintnicolaas | Países Baixos | 4:30.31 | 743    |                      |
| 4       | 5    | Eduard Mikhan      | Bielorrússia  | 4:34.90 | 713    |                      |
| 5       | 1    | Andrei Krauchanka  | Bielorrússia  | 4:36.66 | 701    | Recorde da temporada |
| 6       | 10   | Andres Raja        | Estónia       | 4:37.13 | 698    | Recorde pessoal      |
| 7       | 2    | Ingmar Vos         | Países Baixos | 4:37.50 | 696    |                      |
| 8       | 3    | Mikk Pahapill      | Estónia       | 4:38.99 | 687    |                      |
| 9       | 7    | Aleksey Drozdov    | Rússia        | 4:40.46 | 677    | Recorde da temporada |
| 10      | 8    | Igor Šarčević      | Sérvia        | 4:42.41 | 665    | Recorde da temporada |
| 11      | 4    | Darius Draudvila   | Lituânia      | 5:02.17 | 547    |                      |

## Classificação final

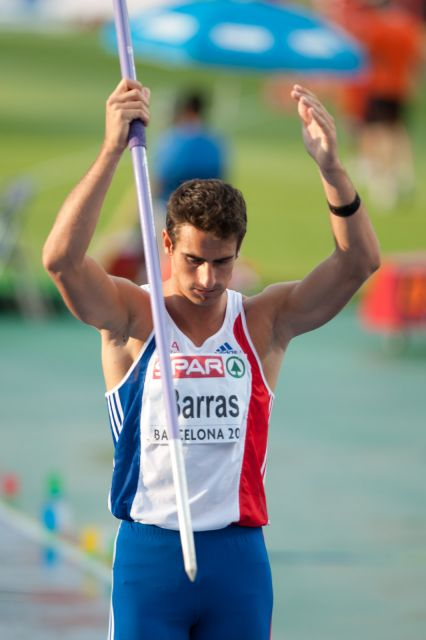
O francês Romain Barras ganhou o ouro - a sua primeira medalha a nível europeu

| Posição           | Atleta             | Nacionalidade | Pontos | Notas                |
| ----------------- | ------------------ | ------------- | ------ | -------------------- |
| Medalha de ouro   | Romain Barras      | França        | 8453   |                      |
| Medalha de prata  | Eelco Sintnicolaas | Países Baixos | 8436   | Recorde pessoal      |
| Medalha de bronze | Andrei Krauchanka  | Bielorrússia  | 8370   | Recorde da temporada |
| 4                 | Mikk Pahapill      | Estónia       | 8298   | Recorde pessoal      |
| 5                 | Hans van Alphen    | Bélgica       | 8072   | Recorde pessoal      |
| 6                 | Darius Draudvila   | Lituânia      | 8032   | Recorde pessoal      |
| 7                 | Aleksey Drozdov    | Rússia        | 8029   |                      |
| 8                 | Eduard Mikhan      | Bielorrússia  | 7999   | =                    |
| 9                 | Igor Šarčević      | Sérvia        | 7995   | Recorde pessoal      |
| 10                | Andres Raja        | Estónia       | 7991   |                      |
| 11                | Ingmar Vos         | Países Baixos | 7981   | Recorde da temporada |
| 12                | Nadir El Fassi     | França        | 7906   |                      |
| 13                | Vasiliy Kharlamov  | Rússia        | 7844   |                      |
| 14                | Roland Schwarzl    | Áustria       | 7731   |                      |
| 15                | Lars Vikan Rise    | Noruega       | 7714   | Recorde da temporada |
| 16                | Florian Geffrouais | França        | 7706   |                      |
| 17                | Daniel Almgren     | Suécia        | 7663   |                      |
| 18                | Marcin Dróżdż      | Polónia       | 7637   |                      |
| 19                | Atis Vaisjūns      | Letônia       | 7524   |                      |
| 20                | Mikko Halvari      | Finlândia     | 7483   |                      |
| 21                | Agustín Félix      | Espanha       | 7462   | Recorde da temporada |
| 99 !              | Nicklas Wiberg     | Suécia        | DNF    |                      |
| 99 !              | Mihail Dudaš       | Sérvia        | DNF    |                      |
| 99 !              | Simon Walter       | Suíça         | DNF    |                      |
| 99 !              | Mikk-Mihkel Arro   | Estónia       | DNF    |                      |
| 99 !              | Oleksiy Kasyanov   | Ucrânia       | DNF    |                      |
| 99 !              | Yevhen Nikitin     | Ucrânia       | DNF    |                      |

Legenda
| Recorde mundial       | Recorde mundial (World record)               |                       | Recorde africano                      | Recorde africano (African) |                                           | Q | Classificado por posição (Qualified) |
| Recorde do campeonato | Recorde do campeonato (Championship record)  | Recorde da América    | Recorde da América (Americas)         | q                          | Classificado por melhor tempo (Qualified) |   |                                      |
| Melhor marca do ano   | Melhor marca do ano (World leading)          | Recorde asiático      | Recorde asiático (Asian)              | DNS                        | Não largou (Did not start)                |   |                                      |
| Recorde nacional      | Recorde nacional (National record)           | Recorde europeu       | Recorde europeu (European)            | DNF                        | Não terminou (Did not finish)             |   |                                      |
| Recorde pessoal       | Recorde pessoal do atleta (Personal best)    | Recorde da Oceania    | Recorde da Oceania (Oceania)          | DSQ / DQ                   | Desclassificado (Disqualified)            |   |                                      |
| Recorde da temporada  | Recorde da temporada do atleta (Season best) | Recorde sul-americano | Recorde sul-americano (South America) | NM                         | Sem marca (No mark)                       |   |                                      |